# Рік Вовчук
Річард Пол «Рік» Вовчук ([ˈwoʊˌtʃʌk] WOH-chuk) — канадський політик і член Законодавчої асамблеї Манітоби, що представляє виборчий округ Свон-Рівер як член Прогресивно-консервативної. Партії Манітоби. Вперше він був обраний на провінційних виборах 2016 року, а переобраний у 2019 році.
Під час виборчої кампанії 2019 року Вовчук потрапив під пильну увагу після того, як з'ясувалося, що його колишній помічник у виборчому окрузі звинуватив його у сексуальних домаганнях. Повідомлялося, що Вовчук п'ять разів порушив правила на робочому місці. Звинувачення не торкнулися Вовчука на виборчих дільницях; йому було дозволено залишитися в партійному списку, і він був переобраний з великим відривом.